# Olof Lagergren
Olof Lagergren, född 29 april 1818 i Hemse socken, Gotlands län, död där 7 augusti 1890, var en svensk postmästare, lantbrukare och riksdagsman.
Lagergren som var son till drängen Olof Larsson och Margaretha Christina Olofsdotter, var postmästare i Högby och senare i Hemse.
Lagergren var ledamot av riksdagens andra kammare. Han röstades in i Sveriges riksdags andra kammare 1866 för Gotlands södra domsagas valkrets och tillträdde ämbetet 1867, hans val förklarades upphävt samma år.